# Карл III Филип (Пфалц)
Карл III Филип фон дер Пфалц (на немски: Karl III Philipp von der Pfalz, Carl Philipp; * 4 ноември 1661, Нойбург; † 31 декември 1742, Манхайм) е от 1716 до 1742 г. пфалцграф и курфюрст на Пфалц от линията Пфалц-Нойбург на фамилията Вителсбахи.

## Произход и ранни години
Той е седмото от 17 деца на курфюрст Филип Вилхелм фон Пфалц-Нойбург и втората му съпруга Елизабет Амалия фон Хесен-Дармщат.
Карл Филип е определен за духовническа кариера. Без да е помазан на 14 години е капитулар в Кьолн, 1677 г. в Залцбург, 1679 г. в Майнц и рицар на Малтийския орден. Той получава и военно образование.
През 1684 г. той прекратява духовническата си кариера и започва да служи на императора. Участва в турските войни от 1691 до 1694 г. и става генерал-фелдмаршал.

## Управление
През 1712 г. той става губернатор на Инсбрук. След смъртта на по-големия му брат Йохан Вилхелм през 1716 г. той го наследява като курфюрст на Пфалц и херцог на Пфалц-Нойбург също на Юлих и Берг.
През 1718 г. се остановява в Хайделберг. През 1720 г. той се мести в Манхайм и започва да строи дворец, а през 1733 г. йезуитска църква.
Умира на 81-годишна възраст. Погребан е заедно с третата му съпруга графиня Виоланта Мария Тереза фон Турн и Таксис в криптата на дворцовата църква в Майнхайм. С него се прекъсва линията „Пфалц-Нойбург“ на Вителсбахите. Наследява го далечният му роднина Карл Теодор (Пфалц и Бавария).

## Бракове и деца
Първи брак: на 10 август 1688 г. в Берлин с принцеса Лудвика Каролина Шарлота Радзивил (* 27 февруари 1667, † 25 март 1695), дъщеря на княз Богуслав Радзивил и вдовица на маркграф Лудвиг фон Бранденбург. Те имат четири деца:
- Леополдина Елеонора Йозефина (1689 – 1693)
- Мария Анна (1690 – 1692)
- Елизабет Августа София (1693 – 1728) ∞ Йозеф Карл фон Пфалц-Зулцбах (1694 – 1729)
- син (*/† 1695)

Втори брак: на 15 декември 1701 г. в Кракау с принцеса Тереза Катарина Лубомирска (* 1 януари 1658, † 6 януари 1712), дъщеря на княз Йозеф Карл Лубомирски. Те имат две деца:
- Теофила Елизабет Франциска (1703 – 1705)
- Анна Елизабетх Теофила (1709 – 1712)

Трети брак: през 1729 г. морганатически с графиня Виоланта Мария Тереза фон Турн и Таксис.